# Joseph Falzon
Joseph Falzon, né en 1984, est un auteur de bande dessinée français.

## Biographie
Formé à l'Écoles supérieures des arts Saint-Luc, il en sort diplômé en 2008. Il a collaboré avec La Revue Dessinée et Topo et a participé à la bande dessinée en ligne Les Autres Gens puis durant l'été 2013 au spin-off de la série, intitulé Romain et Augustin, un mariage pour tous.
Il assuré le dessin de la série de bande dessinée Alt-Life scénarisée par Thomas Cadène, publiée par Le Lombard avec deux volumes sortis respectivement en 2018 et 2021.
En mai 2020, il est auteur invité de Toute la France dessine.

## Œuvres
- Joseph Falzon, Jours de cendre, Paris, Sarbacane, 2010 (ISBN 978-2-84865-358-7)
- Joseph Falzon (illustrateur), Thomas Cadène (scénariste) et Didier Garguilo (illustrateur, coloriste), Romain & Augustin, un mariage pour tous, Paris, Delcourt, 2013, 141 p. (ISBN 978-2-7560-5137-6)
- Joseph Falzon (illustrateur) et Thomas Cadène (scénariste) (couleurs de Marie Galopin), Alt-Life, Bruxelles/Paris, Le Lombard, 2018, 183 p. (ISBN 978-2-8036-7021-5)
- Joseph Falzon (illustrateur) et Thomas Cadène (scénariste) (couleurs de Marie Galopin), Alt-Life, Bruxelles/Paris, Le Lombard, 2021 (ISBN 978-2-8036-7470-1)

#### Livres
: document utilisé comme source pour la rédaction de cet article.
- Philippe Mellot, Michel Denni, Laurent Turpin et Isabelle Morzadec, « Falzon (J.) », dans Trésors de la bande dessinée BDM 2021-2022 - Catalogue encyclopédique & Argus, Paris, Les Arènes, 2020 (ISBN 9791037502582), p. 48, 578, 609, 977.

#### Articles
- Jean-Laurent Truc, « Joseph Falzon nouvel auteur invité de Toute la France dessine ! », ligne claire,‎ 8 mai 2020 (lire en ligne, consulté le 31 octobre 2022)